# Puč
Puč ili državni udar (njem. putsch, švic. njem. butsch - udar) iznenadni oružani ustanak kojemu je cilj preuzimanje vlasti. Obično ga izvodi manja skupina visokih političkih ili vojnih dužnosnika, čime se razlikuje od revolucije - u kojoj sudjeluju široke skupine stanovništva. Za uspjeh puča potrebno je osigurati nadzor nad vojskom, policijom i medijima.
Marksistička teorija tvrdi da se puč od revolucije razlikuje i po tome što za cilj nema radikalnu izmjenu političkog uređenja, nego isključivo preraspodjelu vlasti unutar već postojećeg političkog sistema. S druge strane, praksa, pogotovo u 20. stoljeću, pokazuje kako su pučevi često bili institucionalna uvertira u procese koji se po svojim efektima mogu uspoređivati s revolucijama.
Naziv državni udar dolazi iz francuskog jezika odnosno izraza coup d'etat, dok se izraz puč počeo koristiti u njemačkom jeziku u 19. stoljeću zajedno s izraz Staatssreich. Izraz puč se, s druge strane, ima malo širu primjenu te se koristi za nasilno ili protuzakonito svrgavanje vođa u društvenim grupama koje ne moraju biti države. Tako se koriste izrazi kao što su obiteljski puč ili stranački puč.